# في أصناف الحيوانات وعجائب هياكلها وغرائب أحوالها
في أصناف الحيوانات وعجائب هياكلها وغرائب أحوالها (تُسميها المصادر الغربية: قضية الحيوانات ضد الإنسان) هي رسالة كتبها إخوان الصفا في العقد 960 الميلادي الموافق لـ350 هـ، ونُشرت لأول مرة بوصفها الرسالة 22 في موسوعة إخوان الصفا. وهي أطول رسالة في موسوعة إخوان الصفا، تدور حول مجموعة من الحيوانات الناطقة التي تشهد ضد البشر في جلسة يرأسها قاضي الجن. وقد حظي الكتاب بقبول إيجابي من النقاد الأدبيين وتُرجم إلى عدة لغات.

## الحبكة
غرق سبعون رجلًا على جزيرة ساعون (Sāʿun)، التي يسكنها حيوانات ناطقة هربت من نسل آدم لتجنب الإساءة والاستغلال. اعتقادًا من البشر أن الحيوانات عبيد لهم، حاول البشر إخضاع الحيوانات. فتُطالب الحيوانات بالعدالة، وبالتالي تُعقد محاكمة من حاكم الجزيرة المسلم والملك وقاضي الجن، بيواراسب الحكيم. ويمثل البشر سبعة متحدثين، هم: عراقي؛ وسيلاني؛ ويهودي شامي؛ ومسيحي شامي؛ وقريشي؛ ويوناني بيزنطي؛ ومسلم شيعي. حيث كان الزعم بشكل غير مقنع أن البشر متفوقون على الحيوانات.
من ناحية أخرى، قاد الحيوانات: النحل (ملك الحشرات)؛ والفتخاء أو العنقاء (ملكة الطيور الجارحة)؛ والأسد (ملك الحيوانات البرية الجارحة)؛ والسيمرغ (ملك الطيور)؛ وتنين العظام (ملك الحيوانات المائية)؛ والثعبان (ملك الحيوانات الزاحفة على الأرض)؛ وملك غير محدد للماشية (ربما الخيل). كل واحد منهم يعيِّن حيوانًا واحدًا لتمثيل نوعه الخاص: النحلة؛ الهزار؛ ابن آوى؛ الببغاء؛ الضفدع؛ الصراصير؛ وسفير ماشية غير مُعين (ربما بغل).
طوال المحاكمة، تُذكر آيات القرآن الكريم عدة مرات؛ كما يوجد أيضًا ذكر بسيط للتوراة والأناجيل. يستشهد البغل بالقرآن الكريم وتحديدًا بالآية 10 من سورة الرحمن: (وَالأرْضَ وَضَعَهَا لِلأنَامِ) ليشير إلى أن البشرية ليس لها حقوق حصرية على الخلق، بينما يستشهد البشر بالقرآن الكريم وتحديدًا بالآية 6 من سورة هود: (وَمَا مِن دَابَّةٍ فِي الْأَرْضِ إِلَّا عَلَى اللَّهِ رِزْقُهَا وَيَعْلَمُ مُسْتَقَرَّهَا وَمُسْتَوْدَعَهَا ۚ كُلٌّ فِي كِتَابٍ مُّبِينٍ) ليرُدوا على الحيوانات. تزعم النحلة أنه وفقًا للقرآن الكريم وتحديدًا سورة النحل الآية 68: (وَأَوْحَىٰ رَبُّكَ إِلَى النَّحْلِ أَنِ اتَّخِذِي مِنَ الْجِبَالِ بُيُوتًا وَمِنَ الشَّجَرِ وَمِمَّا يَعْرِشُونَ)، فإن النحل لديه مجموعة مهارات تفوق عن تلك التي يتمتع بها البشر. وتوحي الحيوانات بأن البشرية في حيرة من أمرها، نظرًا لوجود ديانات عالمية متعددة، ويستشهد شخص فارسي بالقرآن الكريم بسورة البقرة الآية 115: (وَلِلَّهِ الْمَشْرِقُ وَالْمَغْرِبُ ۚ فَأَيْنَمَا تُوَلُّوا فَثَمَّ وَجْهُ اللَّهِ ۚ إِنَّ اللَّهَ وَاسِعٌ عَلِيمٌ).
الحجة النهائية يقدمها شخص حجازي عربي، الذي يؤكد أن البشر فقط هم الذين سيُبعثون في يوم القيامة. يأخذ الجن بعين الاعتبار الحجج التي يطرحها كلا المعسكرين؛ فهم يتعاطفون مع الحيوانات ولكنهم يخافون من رد فعل البشر، الذين يشبهونهم بالملائكة. إن الملاحظات الختامية يلقيها شخصية غامضة توصف بأنها «الخَبِيرُ الفَاضِلُ الذَّكِيُّ العَابِدُ المُسْتَبْصِرُ الفَارِسِيُّ النِّسْبَةِ العَرَبِيُّ الدِّينِ الحَنِيفِيِّ الإِسْلَامُ العِرَاقِيُّ الأَدَبُ العِبْرَانِيُّ المَخْبَرُ المَسِيحِيُّ المِنْهَاجُ الشَّامِيُّ النُّسْكُ اليُونَانِيُّ العُلُومُ الهِنْدِيَّةُ التَّعْبِيرُ الصُّوفِيُّ الإِشَارَاتُ». ويُشير الرجل إلى أن البشر لم يدركوا بعد إمكاناتهم الكاملة.  تنتهي المحاكمة فجأة بالحكم لصالح البشرية.

## النشر
عنوان العمل الأصلي بالعربية هو: في أصناف الحيوانات وعجائب هياكلها وغرائب أحوالها لقد كتب إخوان الصفا العربيون المسلمون العراقيون المجهولون في ستينيات القرن التاسع الميلادي هذه الرسالة، والتي استلهموها بشكل خاص من حكايات كليلة ودمنة كما يعتقد المؤرخون المعاصرون. نُشرت الرسالة لأول مرة باعتبارها الرسالة 22 في موسوعة إخوة الصفا في القرن العاشر. من بين مدخلات الموسوعة البالغ عددها اثنين وخمسين مدخلًا، فإن هذه الرسالة هي الأطول والوحيدة التي قُدمَت على شكل حكاية رمزية.
في أوائل القرن الرابع عشر، تُرجمَت القصة إلى العبرية بعنوان إيغريت بعل حاييم على يد كالونيموس بن كالونيموس. ثم تُرجمَت النسخة العبرية وكُيفت إلى اللغة الإنجليزية للجمهور الشعبي. كما تُرجمت للكتالونية على يد أنسيلم تورميدا ولكن العمل الكاتالوني مفقود الآن، وكان بعنوان كتاب جدال الحمار (بالكتالونية: Llibre de la disputació de l’ase)، وقد نُشر لأول مرة في عام 1417. نُشرت ترجمة إنجليزية بقلم لين إي. جودمان في عام 1978 للرسالة. ونَشرَت مطبعة جامعة أكسفورد طبعة نقدية من الرسالة بقلم جودمان وريتشارد ماكجريجور في عام 2009. وقد تضمَّن الكتاب ترجمة إنجليزية بطول 250 صفحة مع تعليقات توضيحية، والتي أُعيد نشرها بشكل منفصل في عام 2012.

## الاستقبال
حظيَت الرسالة باهتمام كبير من النقاد الأدبيين. وفقًا لإجناسيو سانشيز: «إن الرسالة العربية قضية الحيوانات ضد الإنسان هي بلا شك القطعة الأكثر شهرة في المجموعة الموسوعية الرسائل التي كتبها إخوان الصفا». وبالمثل، وفقًا لجودفرويد دي كالاتاي، فإن القصة «بلا شك، الجزء الأكثر شهرة في مجموعة الإخوان الموسوعية».
في موسوعة الدين والطبيعة، وجد ريتشارد سي. فولتز أن العمل «غير عادي» وأنه «يُمثل حجة لحقوق الحيوان» حيث أردف: «إن الرسالة مُلفتة للنظر لاستثنائيتها في سياق المجتمع الإسلامي في القرن العاشر». وصفت سارة تليلي خاتمة قضية الحيوانات ضد الإنسان بأنها «مُحيرة»، على الرغم من أنها أقرَّت بأن «العمل نفسه يظل محاولة رائعة لطرح التساؤلات حول المفاهيم المسبقة البشرية والتفاعل مع موضوعات الحيوان القرآنية». وصف إريك أورمسبي العمل بأنه «تحفة أدبية، ساحرة وعميقة».

## ملحوظات
1. ↑  وتُسمى في المصادر الإنجليزية قضية الحيوانات ضد الإنس في محكمة ملك الجان.[2]
2. ↑  وفقًا لريتشارد ماكجريجور، فإن الرجل يشير إلى ولاية—الجودة الإنسانية الفريدة المتمثلة في "القدرة المتزايدة على الإلهام والمعرفة الباطنية والحكمة".[21]

### الاستشهادات
1. 1 2  Tlili 2012، صفحة 50.
2. 1 2  Irwin 1992، صفحة 50.
3. ↑  Hamilton 2018، صفحة 77.
4. ↑  Kassam 2006، صفحة 160.
5. ↑  McGregor 2015، صفحة 225.
6. ↑  Tlili 2014، صفحة 54.
7. ↑  Ormsby 2012، صفحة 75.
8. ↑  McGregor 2018، صفحات 29–31.
9. ↑  Nokso-Koivisto 2011، صفحات 171–172.
10. ↑  de Callataÿ 2018، صفحة 375.
11. ↑  de Callataÿ 2018، صفحة 376.
12. ↑  de Callataÿ 2018، صفحة 378.
13. ↑  Kassam 2006، صفحة 163.
14. ↑  Tlili 2014، صفحة 58.
15. ↑  McGregor 2015، صفحة 228.
16. ↑  Kassam 2006، صفحة 166.
17. ↑  McGregor 2018، صفحة 32.
18. ↑  Kassam 2006، صفحة 167.
19. ↑  Sánchez 2021، صفحة 62.
20. ↑  14-3-3σ: SFN. Cham: Springer International Publishing. 2018. ص. 11–11. ISBN:978-3-319-67198-7.
21. 1 2  McGregor 2018، صفحة 33.
22. ↑  Sánchez 2021، صفحة 41.
23. ↑  de Callataÿ 2018، صفحة 359.
24. ↑  de Callataÿ، François؛ Forestier، Jean-Baptiste (2004). "Les contremarques au tigre sur les monnaies napoléoniennes". Revue numismatique. ج. 6 ع. 160: 343–358. DOI:10.3406/numi.2004.2564. ISSN:0484-8942.
25. ↑  "Galanin SFN pre-meeting 2013". Neuropeptides. ج. 47 ع. 3: 223. 2013-06. DOI:10.1016/j.npep.2013.05.003. ISSN:0143-4179. {{استشهاد بدورية محكمة}}: تحقق من التاريخ في: |تاريخ= (مساعدة)
26. ↑  Subcutaneous Fat Necrosis (SFN). American Academy of PediatricsItasca, IL. 2021. ISBN:978-1-61002-458-7.
27. ↑  Lory 2013، صفحة 2.
28. 1 2  Sánchez 2021، صفحة 39.
29. ↑  Nokso-Koivisto 2011، صفحة 171.
30. 1 2  de Callataÿ 2018، صفحة 358.
31. ↑  Kaufmann 2005.
32. ↑  Sánchez 2021، صفحة 66.
33. 1 2  Foltz 2008، صفحة 1314.
34. 1 2  El-Bizri 2012، صفحة xvi.
35. ↑  de Callataÿ 2018، صفحة 357.
36. ↑  Sánchez 2021، صفحة 42.
37. ↑  Ormsby 2012، صفحة 76.

### الأعمال المذكورة
- Ahmed، Shahab (2018). What Is Islam?. دار نشر جامعة برنستون. DOI:10.1515/9781400873586. ISBN:9781400873586.
- de Callataÿ، Godefroid (2018). "'For Those with Eyes to See': On the Hidden Meaning of the Animal Fable in the Rasāʾil Ikhwān al-Ṣafāʾ". دورية الدراسات الإسلامية. ج. 29 ع. 3: 357–391. DOI:10.1093/jis/ety019.
- El-Bizri، Nader (2012). "Foreword". The Case of the Animals versus Man Before the King of the Jinn: A Translation from the Epistles of the Brethren of Purity. Oxford University Press. ص. xi–xvi. ISBN:9780199642519.
- Foltz، Richard C. (2008). "Pure Brethren". في Bron Taylor (المحرر). Encyclopedia of Religion and Nature. دار بلومزبري. ص. 1314. ISBN:9781441122780.
- Hamilton، Michelle M. (2018). "The Speech of Strangers: The Tale of the Andalusi Phoenix". في Alison Langdon (المحرر). Animal Languages in the Middle Ages: Representations of Interspecies Communication. Springer Publishing. ص. 69–85. ISBN:9783319718972.
- Irwin، Robert (1992). "The Arabic Beast Fable". Journal of the Warburg and Courtauld Institutes. ج. 55: 36–50. DOI:10.2307/751419. JSTOR:751419. S2CID:195048368.
- Janssens، Jules (2013). "The Ikhwān aṣ-Ṣafāʾ on King-prophet Solomon". في Joseph Verheyden (المحرر). The Figure of Solomon in Jewish, Christian, and Islamic Tradition: King, Sage, and Architect. Brill. ISBN:9789004242326.
- Kassam، Zayn (2006). "The Case of the Animals versus Man: Towards an Ecology of Being". في Kimberly Christine Patton؛ Paul Waldau (المحررون). A Communion of Subjects: Animals in Religion, Science, and Ethics. دار نشر جامعة كولومبيا. ص. 160–169. ISBN:9780231136433.
- Kaufmann، Matthew، المحرر (2005). The Animals' Lawsuit Against Humanity: A Modern Adaptation of an Ancient Animal Rights Tale. ترجمة: Anson Laytner؛ Dan Bridge. Fons Vitae. ISBN:1887752706. Introduction by حسين نصر.{{استشهاد بكتاب}}:  صيانة الاستشهاد: postscript (link)
- Lory, Pierre (2013). "The Case of the Animals Versus Man Before the King of Jinn". Bulletin of Oriental Studies (بالفرنسية): 1–3. Archived from the original on 2024-06-05.
- McGregor، Richard (2015). "Religions and the Religion of Animals: Ethics, Self, and Language in Tenth-Century Iraq". Comparative Studies of South Asia, Africa and the Middle East. ج. 35 ع. 2: 222–231. DOI:10.1215/1089201x-3139000.
- McGregor، Richard (2018). "The Cosmopolitan Figure as Ethical Exemplar: Notes From a Tenth-century Gulf Encyclopedia". في Allen James Fromherz (المحرر). The Gulf in World History: Arabian, Persian and Global Connections. Edinburgh University Press. ص. 27–34. ISBN:9781474430678. JSTOR:10.3366/j.ctv7n0bqg.8.
- Nokso-Koivisto، Inka (2011). "The Brethren of Purity". Philosophy in Review. ج. 31 ع. 3: 171–173.
- Ormsby، Eric (2012). "Literature". في Sajoo، Amyn (المحرر). A Companion to Muslim Ethics. دار بلومزبري. ص. 53–78. ISBN:9780857723314.
- Sánchez، Ignacio (2021). "When the Beasts Lost Their Voice: Fables, Qiṣaṣ al-anbiyāʾ and Dramatic Irony in The Case of the Animals versus Man of the Ikhwān al-Ṣafāʾ". Journal of Abbasid Studies. ج. 8: 38–74. DOI:10.1163/22142371-12340065. S2CID:237904780.
- Tlili، Sarra (2012). Animals in the Qur'an. مطبعة جامعة كامبريدج. ISBN:9781139536844.
- Tlili، Sarra (2014). "All Animals Are Equal, or Are They? The Ikhwān al-Ṣal-Ṣafāʾ's Animal Epistle and its Unhappy End". مجلة الدراسات القرآنية. ج. 16 ع. 2: 42–88. DOI:10.3366/jqs.2014.0148. JSTOR:24280474.

### قراءة إضافية
- Goodman، Lenn E. (1978). Lichtenstädter، Ilse (المحرر). The Case of the Animals versus Man Before the King of the Jinn. Twayne Publishers. ISBN:0805781617.
- Goodman، Lenn E.؛ McGregor، Richard، المحررون (2009). The Case of the Animals versus Man Before the King of the Jinn: An Arabic Critical Edition and English Translation of Epistle 22. دار نشر جامعة أكسفورد. ISBN:9780199580163.
- Goodman، Lenn E.؛ McGregor، Richard، المحررون (2012). The Case of the Animals versus Man Before the King of the Jinn: A Translation from the Epistles of the Brethren of Purity. Oxford University Press. ISBN:9780199642519.